# Eucaliptos (metropolitana di San Paolo)
Eucaliptos è una stazione della linea 5 della metropolitana di San Paolo. Si trova sotto l'incrocio tra Avenida Ibirapuera e le Avenidas dos Eucaliptos, Cotovia e dos Imarés, nel distretto di Moema.

## Storia
La stazione è stata ultimata il 2 marzo 2018.

## Interscambi
Nelle vicinanze della stazione effettuano fermata diverse linee di autobus urbani e interurbani.
- Fermata autobus

## Servizi
La stazione dispone di:
- Accessibilità per portatori di handicap
- Ascensori
- Scale mobili
- Biglietteria a sportello
- Biglietteria automatica